# Camp Sherman (Oregon)
Camp Sherman az Amerikai Egyesült Államok északnyugati részén, Oregon állam Jefferson megyéjében elhelyezkedő statisztikai település. A 2020. évi népszámlálási adatok alapján 251 lakosa van.
A Luther Metke által 1949-ben tervezett közösségi ház szerepel a történelmi helyek jegyzékében.

## Éghajlat
A település éghajlata mediterrán (a Köppen-skála szerint Csb).

## Oktatás
A település diákjai a Black Butte tankerület által fenntartott Black Butte Schoolban tanulnak.

## Fordítás
- Ez a szócikk részben vagy egészben  a   Camp Sherman, Oregon című angol Wikipédia-szócikk ezen változatának fordításán alapul.  Az eredeti cikk szerkesztőit annak laptörténete sorolja fel. Ez a jelzés csupán a megfogalmazás eredetét és a szerzői jogokat jelzi, nem szolgál a cikkben szereplő információk forrásmegjelöléseként.